# Enfance (Nathalie Sarraute)
Enfance est une autobiographie écrite par Nathalie Sarraute (1900-1999), publiée en 1983.

## Présentation
Nathalie Sarraute y raconte, sous la forme d'un dialogue entre elle-même et sa conscience, ses souvenirs d'enfance rassemblant ses 11 premières années. Cette période est déchirée entre ses parents divorcés, et sa biculture avec d'un côté la Russie (Ivanovo) et de l'autre la France (Paris). Sarraute essaye d'être aussi sincère que possible, et cette œuvre s'avère une sorte d'introspection où elle s'interroge sur la véritable nature de sa mère, froide et distante, et qui finit par l'abandonner à son père vers l'âge de huit ans et demi, en février 1909. Toutefois, vers la fin du livre, elle explique comment elle parvient à renouer tardivement le lien avec sa mère.
Ce livre est écrit sous forme de dialogue entre deux parties d'elle-même, c'est ce qui rend le livre original. Les voix possèdent deux différentes positions à l'égard du travail sur ses mémoires. L’une assume la conduite du récit et l'autre est la conscience critique. La seconde freine parfois la première et la met en garde contre les risques de forcer l'interprétation ou inversement la pousse à l'approfondir.
Le système des deux voix dédouble le livre : un récit d'enfance et un témoignage sur la méthode d’investigation du passé élaborée par l’auteur pour déjouer les pièges traditionnels de l'entreprise autobiographique.

## Liste des personnages
- son père, Ilya Tcherniak
- sa mère, Mme Pauline Boretzki, avant son divorce Pauline Chatounovski
- Kolia Boretzki, son beau-père
- Véra, sa belle-mère
- Alexandra Karlovna (Babouchka), mère de Véra
- M. et Mme Florimond
- Le professeur Lesage, médecin
- Korolenko, ami d'enfance de sa mère
- Hélène, sa demi-sœur, fille de Véra, surnommée Lili
- Adèle, qui s'occupe d'Hélène
- Pierre, M. Laran
- M. et Mlle Péréverzev, bouchers
- Mme Bernard, institutrice rue d'Alésia
- Mlle de T., institutrice rue d'Alésia
- Lucienne Panhard, une camarade de classe
- Michka, l'ours en peluche de Nathalie
- Korolenko, le psychologue
- Gacha, servante
- Nathalie, une amie
- Jean Claude, son oncle
- Aniouta, sa tante
- Claire, Hanse, une camarade de classe
- Charles, héros du livre en tous points, il incarne la perfection.
- Inès Ravaut soeur de sa mère